# Chiesa di San Michele (Iglesias)
La chiesa di San Michele è una chiesa di Iglesias del XV secolo, di proprietà dell'Arciconfraternita della Vergine della pietà del Santo Monte, fulcro dei Riti della Settimana Santa di Iglesias, curati dalla stessa Arciconfraternita. L'edificio è localizzato nella via Pullo, nel cuore del centro storico di Iglesias, a due passi dalla Cattedrale.

## Descrizione
La facciata si distingue da una struttura civile solo per la presenza dell’oculo dalla ghiera modanata. L’interno è costituito da una piccola aula a navata unica attraversata da un arco a sesto acuto che la divide in due campate. Al centro del presbiterio è posta una mensa di pietra decorata con un rilievo raffigurante l’ultima cena e, alle sue spalle, una nicchia custodisce il simulacro del santo titolare. A destra si apre la cappella dedicata ai Misteri, eretta nel 1727 per contenere i simulacri processionali delle diverse fasi della Passione. Notevole l’acquasantiera in pietra con quattro pesci scolpiti nel bacile, databile tra il XVI e il XVII secolo.